# Franc belga
El franc belga (en neerlandès Belgische frank, en francès franc belge, en alemany Belgischer Frank) és l'antiga moneda de Bèlgica, que va ser introduïda el 1832. Va ser substituïda per l'euro l'1 de gener del 1999 i va desaparèixer definitivament de la circulació el 28 de febrer del 2002, a una taxa de canvi d'1 euro per 40,3399 francs belgues.
El franc es dividia en 100 cèntims (en neerlandès centiemen, singular centiem; en francès centimes, singular centime; en alemany Centime, singular i plural). El codi ISO 4217 és BEF, i s'usaven les abreviatures F o fr.
A l'inici del jove estat belga, no hi havia cap política monetària i qualsevol banc podia emetre monedes i bitllets, amb què la situació consegüent era d'un cert caos. Finalment, el 1850 es va crear el Banc Nacional de Bèlgica, que va obtenir el monopoli dels bitllets. Pel que fa a les monedes, el caos va perdurar fins al 1878, quan el govern va prohibir-ne l'encunyació per part de seques privades. El text dels bitllets i de les monedes va ser només en francès fins al 1886, quan, després de vuit anys de discussions parlamentàries, es va aprovar la proposició de llei del baró Charles de Coninck de Merckem (1836-1896), a partir de la qual un dels costats dels bitllets es va imprimir en neerlandès. Pel que fa a les monedes, que no disposen de tant d'espai, se'n van produir de bilingües o amb versions monolingües de cada model. Des de la dècada del 1990, als bitllets va aparèixer la tercera llengua oficial, l'alemany.
Quan a la fi del 1925 Bèlgica va deixar la Unió Monetària Llatina, el govern va assajar d'introduir una nova moneda amb el nom de belga, amb el valor de cinc francs d'or, que hauria d'ajudar a distingir-la del franc francès, aleshores afectat per una forta turbulència. Aquesta nova unitat monetària mai no va ser popular i es va abandonar el 1946. Entre el 1944 i el 2002 (i també abans, del 1921 al 1935), el franc belga i el luxemburguès foren equivalents i lliurement intercanviables en tots dos estats, on tenien el mateix valor legal.
Durant la segona guerra mundial, per la penúria de metalls nobles es van encunyar monedes de zinc. Després de la guerra, a causa de la relació problemàtica del rei Leopold III amb el Tercer Reich que finalment va conduir a la seva abdicació, es va optar per una cara neutra: un minaire a les peces de menys d'un franc, i Ceres a les peces més grans. Tot i que el 1951 va ser investit el rei Balduí, aquests motius neutres van continuar vigents. Fins al 1969 no hi va tornar a haver la figura del rei a l'anvers, en aquest cas Balduí, en la nova moneda de deu francs. Després de mica en mica va tornar a figurar en totes les monedes.
A l'època del canvi a l'euro, el 2002, en circulaven monedes de 50 cèntims i 1, 5, 20 i 50 francs, i bitllets de 100, 200, 500, 1.000, 2.000 i 10.000 francs, a més de les monedes i els bitllets luxemburguesos.
- 5 cèntims, revers (1856)
- 5 cèntims, anvers (1856)
- 40 francs de Leopold I, anvers (1834)
- 40 francs de Leopold I, revers (1834)
- 5 francs de Leopold II (1869)
- 4 belgues (1931)
- 5 francs de zinc en temps de guerra (1941)
- 50 cèntims amb el motiu del minaire (1998)
- 1 franc amb el motiu de Ceres (1958)
- 10 francs amb l'efígie de Balduí (1969)
- 1 franc, revers i anvers, de Balduí (1990)
- 1 franc d'Albert II, anvers (1997)
- 1 franc d'Albert II, revers (1997)

- Pel que fa a la història del franc belga, vegeu Franc.